# Chiesa di San Michele Arcangelo (Micciano)
La chiesa di San Michele Arcangelo si trova a Micciano nel comune di Pomarance.

## Descrizione
Sulla facciata in pietra arenaria si apre un semplice portale sormontato da una lunetta e sul campanile a vela sono collocate due campane, la più piccola delle quali reca la data 1286.
All'interno, ad un'unica navata con copertura a capriate, è custodita sull'altare maggiore la tela raffigurante la Madonna del Carmine con San Giovanni e San Michele di artista toscano del secolo XVI, di buona fattura, qui trasportata dalla pieve vecchia dove era collocata su un altare costruito nel 1727 con colonne in pietra caritate piorum.
La pieve, rimasta inagibile per alcuni anni, è stata restaurata nel 1991: vi si celebra la messa ogni prima domenica del mese ed è stata ripresa la celebrazione anche della festa dell'Ascensione che da secoli si teneva con lunghe processioni notturne, ricchi festeggiamenti e grande concorso di popolo.